# Kugleleje
Et kugleleje er et leje, hvor et antal kugler ruller mellem en ydre og en indre ring. Derved bliver friktionen mindre end fx i et glideleje. Kuglerne løber i spor i ringene. Derved kan kuglelejet optage kræfter både i akslens retning og vinkelret på denne.
Kugler og ringe fremstilles sædvanligvis af hårde stållegeringer. Typisk anvendes kromstål (AISI 52100/100Cr6/DIN 5401) men såvel rustfaste ståltyper samt speciallegeringer anvendes.
I særlige tilfælde kan keramiske, titanium eller andre eksotiske materialer anvendes.
Stål af høj kvalitet er nødvendig for at lave lejer af høj kvalitet, det er ofte her forskellen mellem billige lejer og kvalitetslejer viser sig.
Kuglerne holdes normalt på plads af en kugleholder, typisk af stål, messing eller polyamid.

## Hovedtyper
- Sporkugleleje
- Vinkelkontaktleje
- Dobbeltradet vinkelkontaktleje
- Sfærisk kugleleje

## Fabrikanter
Af betydende lejefabrikanter kan nævnes svenske SKF, Timken (opfinder af det koniske rulleleje) og tyske INA og FAG. Derudover har blandt andre CeramicSpeed udviklet keramiske kuglelejer.